# スピーキング・オブ・ナウ
『スピーキング・オブ・ナウ』（Speaking of Now）は、パット・メセニー・グループの2002年にワーナー・ブラザース・レコードより発売されたアルバム。
年間契約の元、ベーシスト兼ボーカリストにリチャード・ボナを起用、その後のツアーにも参加。
本作は、グラミー賞の最優秀コンテンポラリー・ジャズ・アルバム賞を受賞した。

## トラック・リスト
| 全作曲: パット・メセニー *印は、パット・メセニー、ライル・メイズ作曲。 |                                                             |      |                                                                |       |
| #                                                                      | タイトル                                                    | 作詞 | 作曲・編曲                                                     | 時間  |
| 1.                                                                     | 「アズ・イット・イズ - "As It Is" *」                       |      | パット・メセニー *印は、パット・メセニー、 ライル・メイズ 作曲 | 7:40  |
| 2.                                                                     | 「プルーフ - "Proof" *」                                    |      | パット・メセニー *印は、パット・メセニー、 ライル・メイズ 作曲 | 10:13 |
| 3.                                                                     | 「アナザー・ライフ - "Another Life"」                       |      | パット・メセニー *印は、パット・メセニー、 ライル・メイズ 作曲 | 7:08  |
| 4.                                                                     | 「ギャザリング・スカイ - "The Gathering Sky" *」            |      | パット・メセニー *印は、パット・メセニー、 ライル・メイズ 作曲 | 9:22  |
| 5.                                                                     | 「ユー - "You"」                                            |      | パット・メセニー *印は、パット・メセニー、 ライル・メイズ 作曲 | 8:24  |
| 6.                                                                     | 「オン・ハー・ウェイ - "On Her Way" *」                     |      | パット・メセニー *印は、パット・メセニー、 ライル・メイズ 作曲 | 6:04  |
| 7.                                                                     | 「プレイス・イン・ザ・ワールド - "A Place In The World" *」 |      | パット・メセニー *印は、パット・メセニー、 ライル・メイズ 作曲 | 9:52  |
| 8.                                                                     | 「アフターヌーン - "Afternoon"」                            |      | パット・メセニー *印は、パット・メセニー、 ライル・メイズ 作曲 | 4:43  |
| 9.                                                                     | 「ホエアエヴァー・ユー・ゴー - "Wherever You Go" *」        |      | パット・メセニー *印は、パット・メセニー、 ライル・メイズ 作曲 | 8:04  |
| 10.                                                                    | 「エピローグ - "Epilogue"」(日本盤ボーナス・トラック)       |      | パット・メセニー *印は、パット・メセニー、 ライル・メイズ 作曲 |       |

## 参加ミュージシャン
- パット・メセニー (Pat Metheny) - アコースティック・ギター、エレクトリック・ギター、ギターシンセサイザー
- ライル・メイズ (Lyle Mays) - ピアノ、キーボード
- スティーヴ・ロドビー (Steve Rodby) - コントラバス、チェロ
- リチャード・ボナ (Richard Bona) - ボーカル、パーカッション、アコースティック・ギター、フレットレス・ベース
- クオン・ヴー (Cuong Vu) - トランペット、ボーカル
- アントニオ・サンチェス (Antonio Sánchez) - ドラムス
- デイヴィッド・サミュエルズ (Dave Samuels) - パーカッション、マリンバ